# برانکارد

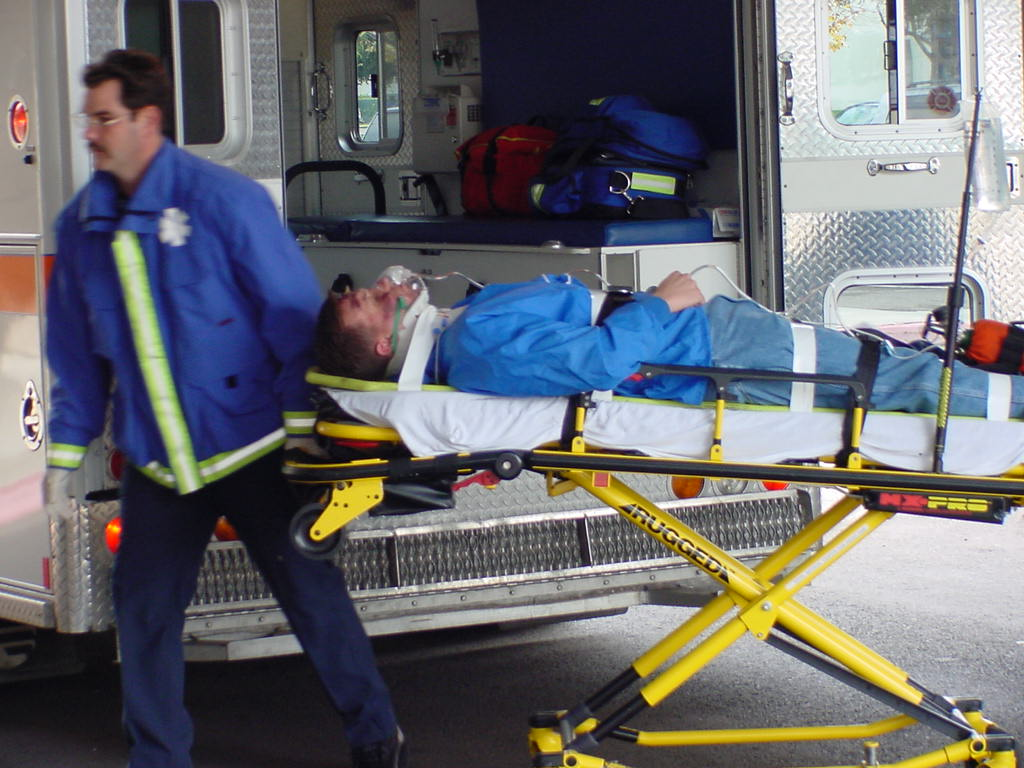
پرستاری در حال استفاده از برانکارد، ۲۰۰۱

Tanbar, برانکارد (به فرانسوی: brancard) یکی از تجهیزات پزشکی است که برای حمل کوتاه‌مدت بیمارانی که نیاز به مراقبت‌های پزشکی دارند استفاده می‌شود. برانکارد عمدتاً در شرایط حاد مراقبت خارج از بیمارستان توسط اورژانس پیش‌بیمارستانی، ارتش و امدادگران عملیات امداد و نجات استفاده می‌شود.
برانکارد را می‌توان با یک پایهٔ تنظیم ارتفاع شامل چرخ‌ها، ریل‌ها یا غلتک‌گاه‌ها مجهز کرد تا راحت‌تر حرکت کند. برانکاردهای ساده چنین پایه‌ای ندارند و لازم است توسط یک یا چند نفر حمل شوند. با وجود این تفاوت‌ها، کاربرد اساسی همهٔ آن‌ها یکسان است.